# RB Leipzig
RasenBallsport Leipzig e.V. (n.đ. 'Lawn Ball Sports Leipzig'), thường được gọi là RB Leipzig  hoặc gọi không chính thức là Red Bull Leipzig, là một câu lạc bộ bóng đá chuyên nghiệp Đức có trụ sở ở Leipzig, Sachsen. Câu lạc bộ được thành lập vào năm 2009 theo sáng kiến của Red Bull GmbH, công ty đã mua quyền thi đấu của đội hạng năm SSV Markranstädt với mục đích đưa câu lạc bộ mới lên hạng đấu cao nhất là Bundesliga trong vòng tám năm. Câu lạc bộ bóng đá chuyên nghiệp nam được điều hành bởi tổ chức phụ RasenBallsport Leipzig GmbH. RB Leipzig thi đấu các trận sân nhà tại Red Bull Arena. Biệt danh của câu lạc bộ là  Die Roten Bullen.
Trong mùa giải đầu tiên năm 2009–10, RB Leipzig đã thống trị giải đấu NOFV-Oberliga Süd (giải hạng 5 của Đức), sau đó vô địch Regionalliga Nord (giải hạng 4). RB Leipzig đã vô địch giải Regionalliga Nordost với thành tích bất bại chỉ để thủng lưới 1 bàn duy nhất và được thăng hạng lên 3. Liga (giải hạng 3), ở mùa giải tiếp theo đội bóng về nhì tại giải hạng 3 (3.Liga) và được thăng lên thi đấu tại  2. Bundesliga (giải hạng 2), và là đội bóng đầu tiên của giải hạng 3 được thăng hạng chỉ sau một mùa giải.
Ngày 8 tháng 5 năm 2016, RB Leipzig chính thức được thăng hạng lên Bundesliga mùa giải 2016-17 sau khi đánh bại Karlsruher SC với tỉ số 2-0.
Năm 2017 họ giành ngôi Á quân Bundesliga với 67 điểm sau 34 vòng đấu trong mùa giải đầu tiên lên chơi tại hạng đấu cao nhất của bóng đá Đức.

## Màu sắc và trang phục
RB Leipzig được trực tiếp thi đấu với màu đỏ và trắng truyền thống của các đội bóng Red Bull. Tất cả các huy hiệu được đề xuất khi thành lập câu lạc bộ đều bị Hiệp hội bóng đá Sachsen (SFV) từ chối, vì chúng được coi là bản sao của logo của Red Bull GmbH. Do đó, đội đã chơi mùa giải khai mạc 2009–10 mà không đăng quang. RB Leipzig sau đó đã đề xuất một huy hiệu mới, cuối cùng đã được SFV chấp nhận vào tháng 5 năm 2010. Loại huy hiệu này hơi khác so với các loại huy hiệu được sử dụng bởi các đội bóng Red Bull khác. Hai con bò đực đã được thay đổi hình dạng và thêm một vài nét. Đỉnh cao được sử dụng từ mùa giải 2010–11 Regionalliga cho đến cuối mùa giải 3. Liga 2013–14. Tuy nhiên, nó đã bị Liên đoàn bóng đá Đức (DFL) từ chối trong quá trình làm thủ tục cấp phép cho mùa giải 2014–15 2. Bundesliga. Là một phần của thỏa hiệp với DFL, câu lạc bộ đã đồng ý thiết kế lại biểu tượng của mình và giới thiệu biểu tượng hiện tại. Biểu tượng hiện tại khác đáng kể so với các huy hiệu được sử dụng bởi các đội bóng Red Bull khác, mặc dù nó giống với biểu tượng sửa đổi được FC Red Bull Salzburg sử dụng cho các trận đấu quốc tế và do các quy định của UEFA. Mặt trời màu vàng đã được thay đổi để có lợi cho bóng đá và các chữ cái đầu của "RasenBallsport" đã được chuyển xuống dưới cùng của đỉnh và không còn được đánh dấu bằng màu đỏ.

### Nhà cung cấp trang phục và tài trợ áo đấu
| Giai đoạn | Nhà cung cấp trang phục | Nhà tài trợ áo đấu |
| --------- | ----------------------- | ------------------ |
| 2009–2014 | Adidas                  | Red Bull           |
| 2014–nay  | Nike                    | Red Bull           |

## Cầu thủ

### Đội hình hiện tại
Tính đến 2 tháng 9 năm 2024
Ghi chú: Quốc kỳ chỉ đội tuyển quốc gia được xác định rõ trong điều lệ tư cách FIFA. Các cầu thủ có thể giữ hơn một quốc tịch ngoài FIFA.
| Số | VT | Quốc gia      | Cầu thủ                                       |
| -- | -- | ------------- | --------------------------------------------- |
| 1  | TM | Hungary       | Péter Gulácsi                                 |
| 3  | HV | Hà Lan        | Lutsharel Geertruida                          |
| 4  | HV | Hungary       | Willi Orbán (đội trưởng)                      |
| 5  | HV | Pháp          | El Chadaille Bitshiabu                        |
| 6  | TV | Bắc Macedonia | Elif Elmas                                    |
| 7  | TV | Na Uy         | Antonio Nusa                                  |
| 8  | TV | Mali          | Amadou Haidara                                |
| 9  | TĐ | Đan Mạch      | Yussuf Poulsen                                |
| 10 | TĐ | Hà Lan        | Xavi Simons (cho mượn từ Paris Saint-Germain) |
| 11 | TĐ | Bỉ            | Loïs Openda                                   |
| 13 | TV | Áo            | Nicolas Seiwald                               |
| 14 | TV | Áo            | Christoph Baumgartner                         |

| Số | VT | Quốc gia   | Cầu thủ                                        |
| -- | -- | ---------- | ---------------------------------------------- |
| 16 | HV | Đức        | Lukas Klostermann (đội trưởng thứ 3)           |
| 18 | TV | Bỉ         | Arthur Vermeeren (cho mượn từ Atlético Madrid) |
| 19 | TĐ | Bồ Đào Nha | André Silva                                    |
| 20 | TV | Đức        | Assan Ouédraogo                                |
| 22 | HV | Đức        | David Raum                                     |
| 23 | HV | Pháp       | Castello Lukeba                                |
| 24 | TV | Áo         | Xaver Schlager                                 |
| 25 | TM | Đức        | Leopold Zingerle                               |
| 26 | TM | Bỉ         | Maarten Vandevoordt                            |
| 30 | TĐ | Slovenia   | Benjamin Šeško                                 |
| 39 | HV | Đức        | Benjamin Henrichs                              |
| 44 | TV | Slovenia   | Kevin Kampl (đội phó)                          |

### Cầu thủ cho mượn
Ghi chú: Quốc kỳ chỉ đội tuyển quốc gia được xác định rõ trong điều lệ tư cách FIFA. Các cầu thủ có thể giữ hơn một quốc tịch ngoài FIFA.
| Số | VT | Quốc gia | Cầu thủ                                                        |
| -- | -- | -------- | -------------------------------------------------------------- |
| —  | TM | Đức      | Janis Blaswich (tại Red Bull Salzburg đến 30 tháng 6 năm 2025) |
| —  | HV | Đức      | Frederik Jäkel (tại SV Elversberg đến 30 tháng 6 năm 2025)     |
| —  | HV | Đức      | Tim Köhler (tại SC Verl đến 30 tháng 6 năm 2025)               |

| Số | VT | Quốc gia | Cầu thủ                                                     |
| -- | -- | -------- | ----------------------------------------------------------- |
| —  | TV | Guinée   | Ilaix Moriba (tại Celta Vigo đến 30 tháng 6 năm 2025)       |
| —  | TĐ | Hà Lan   | Yannick Eduardo (tại De Graafschap đến 30 tháng 6 năm 2025) |
| —  | TĐ | Đức      | Timo Werner (tại Tottenham Hotspur đến 30 tháng 6 năm 2025) |

## Những cầu thủ đáng chú ý

### Ra sân nhiều nhất
Thống kê đến ngày 14 tháng 8 năm 2023
- Những người chơi có 100 lần xuất hiện trở lên được liệt kê.
- Lần xuất hiện bao gồm các trận đấu ở cấp độ chuyên nghiệp trong hệ thống giải bóng đá Đức (Bundesliga, 2. Bundesliga và 3. Liga).
- Ra sân bao gồm cả lúc vào sân từ ghế dự bị.
- Những cầu thủ được in đậm vẫn đang chơi cho câu lạc bộ.

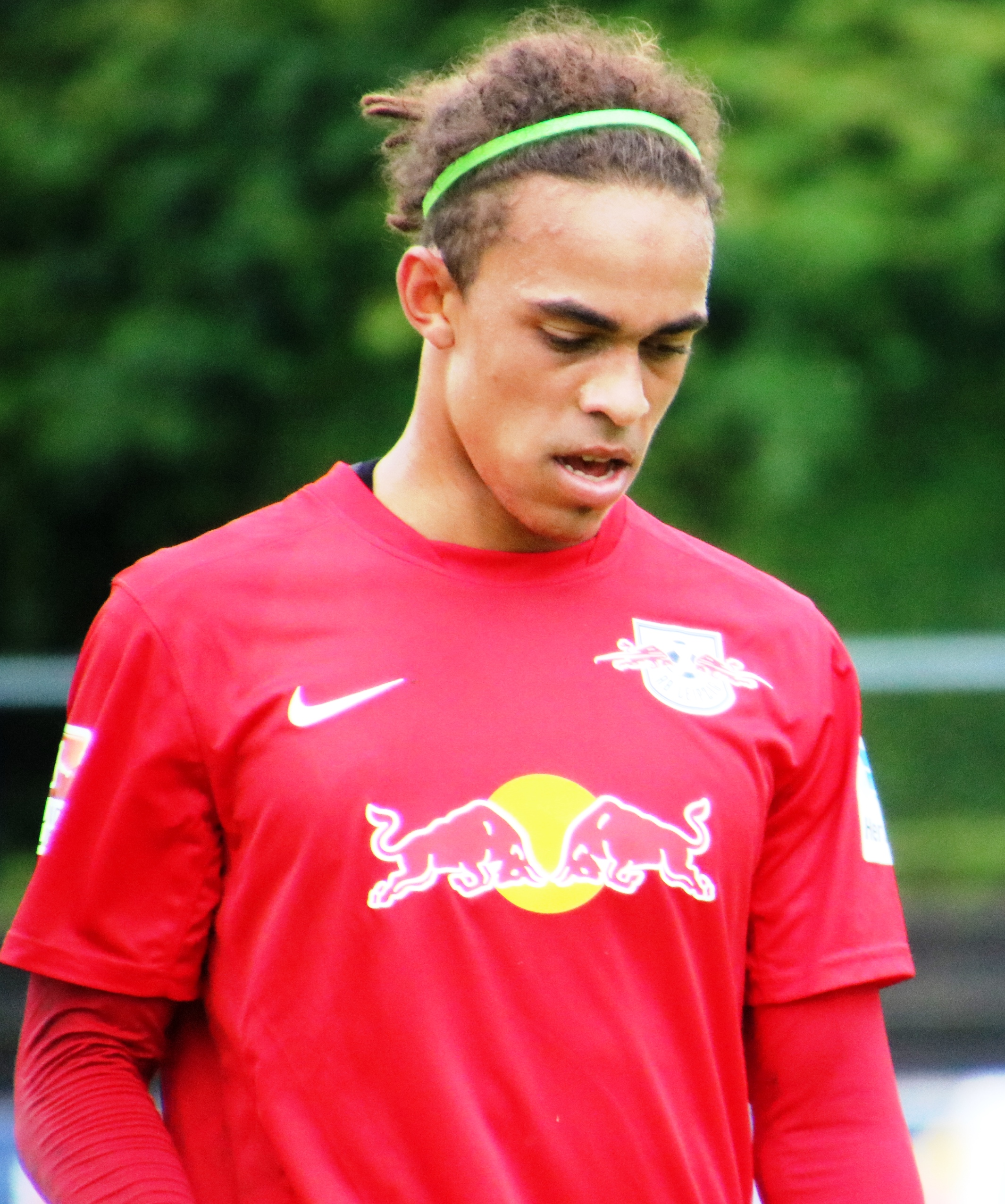
Yussuf Poulsen là cầu thủ ra sân nhiều nhất cho RB Leipzig.

| Tên                | Quốc tịch | Vị trí   | Giai đoạn        | Số lần ra sân |
| ------------------ | --------- | -------- | ---------------- | ------------- |
| Yussuf Poulsen     | Đan Mạch  | Tiền đạo | 2013–            | 358           |
| Emil Forsberg      | Thụy Điển | Tiền vệ  | 2015–2023        | 303           |
| Willi Orbán        | Hungary   | Hậu vệ   | 2015–            | 288           |
| Péter Gulácsi      | Hungary   | Thủ môn  | 2015–            | 284           |
| Lukas Klostermann  | Đức       | Hậu vệ   | 2014–            | 257           |
| Marcel Halstenberg | Đức       | Hậu vệ   | 2015–2023        | 240           |
| Marcel Sabitzer    | Áo        | Tiền đạo | 2014–2021        | 229           |
| Diego Demme        | Đức       | Tiền vệ  | 2014–2020        | 214           |
| Kevin Kampl        | Slovenia  | Tiền vệ  | 2017–            | 211           |
| Timo Werner        | Đức       | Tiền đạo | 2016–2020, 2022– | 200           |
| Konrad Laimer      | Áo        | Tiền vệ  | 2017–2023        | 190           |
| Christopher Nkunku | Pháp      | Tiền vệ  | 2019–2023        | 172           |
| Dominik Kaiser     | Đức       | Tiền vệ  | 2012–2018        | 167           |
| Dayot Upamecano    | Pháp      | Hậu vệ   | 2017–2021        | 154           |
| Nordi Mukiele      | Pháp      | Hậu vệ   | 2018–2022        | 145           |
| Stefan Ilsanker    | Áo        | Tiền vệ  | 2015–2020        | 131           |

### Ghi bàn nhiều nhất
Thống kê đến ngày 27 tháng 9 năm 2023.
- 10 người ghi nhiều bàn nhất sẽ được liệt kê.
- Những cầu thủ được in đậm vẫn đang chơi cho câu lạc bộ.

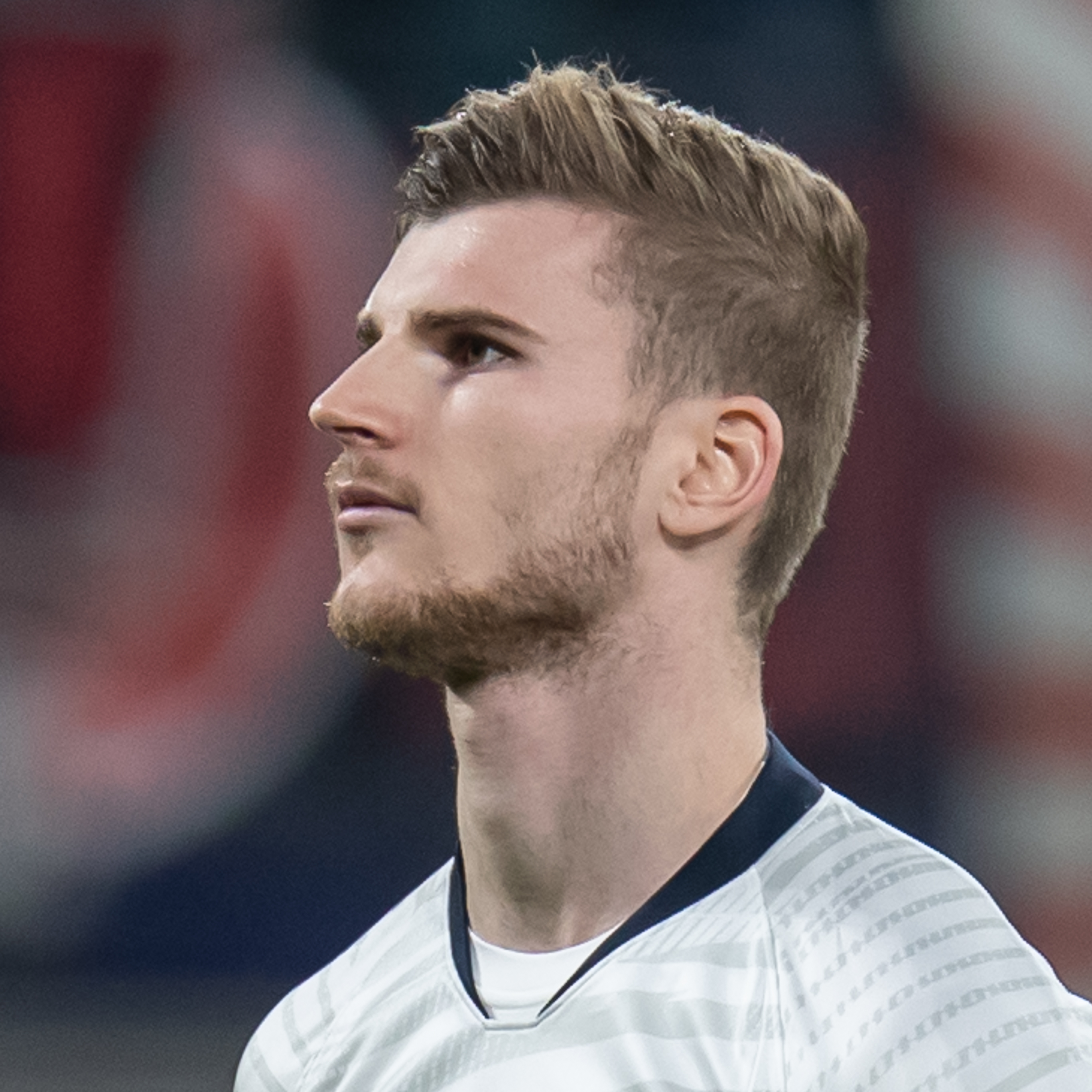
Timo Werner là cầu thủ ghi nhiều bàn thắng nhất cho RB Leipzig.

| Rank | Tên                | Quốc tịch  | Vị trí   | Giai đoạn        | Số bàn thắng |
| ---- | ------------------ | ---------- | -------- | ---------------- | ------------ |
| 1    | Timo Werner        | Đức        | Tiền đạo | 2016–2020, 2022– | 112          |
| 2    | Daniel Frahn       | Đức        | Tiền đạo | 2010–2015        | 87           |
| 3    | Yussuf Poulsen     | Đan Mạch   | Tiền đạo | 2013–            | 85           |
| 4    | Christopher Nkunku | Pháp       | Tiền đạo | 2019–2023        | 70           |
| 5    | Emil Forsberg      | Thụy Điển  | Tiền vệ  | 2014–2024        | 68           |
| 6    | Marcel Sabitzer    | Áo         | Tiền vệ  | 2014–2021        | 52           |
| 7    | Dominik Kaiser     | Đức        | Tiền vệ  | 2012–2018        | 34           |
| 8    | Stefan Kutschke    | Đức        | Tiền đạo | 2010–2013        | 27           |
| 8    | Willi Orbán        | Hungary    | Hậu vệ   | 2015–            | 27           |
| 10   | André Silva        | Bồ Đào Nha | Tiền đạo | 2021–            | 26           |

### Đội trưởng
- Chỉ tính trong trận đấu chính thức.
- In đậm là vẫn còn thi đấu cho RB Leipzig

| Đội trưởng      | Quốc tịch | Giai đoạn | Nguồn             |
| --------------- | --------- | --------- | ----------------- |
| Ingo Hertzsch   | Đức       | 2009–2010 | [ 13 ]            |
| Tim Sebastian   | Đức       | 2010–2011 | [ 13 ]            |
| Daniel Frahn    | Đức       | 2011–2015 | [ 14 ]            |
| Dominik Kaiser  | Đức       | 2015–2017 | [ 15 ]            |
| Willi Orbán     | Hungary   | 2017–2020 | [ 16 ]            |
| Marcel Sabitzer | Áo        | 2020–2021 | [ 17 ]            |
| Péter Gulácsi   | Hungary   | 2021–     | [ cần dẫn nguồn ] |

### Đội ngũ huấn luyện
Tính đến 5 tháng 3 năm 2022
| VỊ trí                                 | Tên                       | Ghi chú |
| -------------------------------------- | ------------------------- | ------- |
| HLV trưởng                             | Marco Rose                |         |
| Trợ lý HLV                             | Andreas Hinkel            |         |
| Trợ lý HLV                             | Max Urwantschky           |         |
| HLV thủ môn                            | Frederik Gößling          |         |
| HLV thể lực                            | Daniel Behlau             |         |
| HLV thể lực                            | Ruwen Faller              |         |
| HLV thể lực                            | Kai Kraft                 |         |
| Điều phối viên thể thao                | Felix Krüger              |         |
| Quản lý đội                            | Babacar N'Diaye           |         |
| Trưởng bộ phận phân tích trận đấu      | Fabian Friedrich          |         |
| Trưởng khoa y học và thể thao          | Dr. Helge Riepenhof       |         |
| Trưởng khoa thể thao                   | Jack Nayler               |         |
| Bác sỹ đội                             | Dr. Robert Percy Marshall |         |
| Bác sỹ đội                             | Dr. Frank Striegler       |         |
| Bác sỹ đội                             | Jan-Niklas Droste         |         |
| Huấn luyện viên về hiệu suất tinh thần | Peter Schneider           |         |

## Danh sách huấn luyện viên
| #  | HLV trưởng         | Quốc tịch | Từ                  | Đến                 | Số ngày | Ghi chú       |
| -- | ------------------ | --------- | ------------------- | ------------------- | ------- | ------------- |
| 1  | Tino Vogel         | Đức       | 1 tháng 7 năm 2009  | 30 tháng 5 năm 2010 | 333     | [ 20 ]        |
| 2  | Tomas Oral         | Đức       | 1 tháng 7 năm 2010  | 30 tháng 6 năm 2011 | 364     | [ 20 ]        |
| 3  | Peter Pacult       | Áo        | 1 tháng 7 năm 2011  | 30 tháng 6 năm 2012 | 365     | [ 20 ]        |
| 4  | Alexander Zorniger | Đức       | 1 tháng 7 năm 2012  | 10 tháng 2 năm 2015 | 954     | [ 20 ]        |
| 5  | Achim Beierlorzer  | Đức       | 11 tháng 2 năm 2015 | 30 tháng 6 năm 2015 | 139     | Note 1        |
| 6  | Ralf Rangnick      | Đức       | 1 tháng 7 năm 2015  | 30 tháng 6 năm 2016 | 365     | [ 20 ]        |
| 7  | Ralph Hasenhüttl   | Áo        | 1 tháng 7 năm 2016  | 16 tháng 5 năm 2018 | 684     | [ 20 ] [ 21 ] |
| 8  | Ralf Rangnick      | Đức       | 9 tháng 7 năm 2018  | 30 tháng 6 năm 2019 | 356     | [ 20 ]        |
| 9  | Julian Nagelsmann  | Đức       | 1 tháng 7 năm 2019  | 30 tháng 6 năm 2021 | 730     | [ 20 ]        |
| 10 | Jesse Marsch       | Hoa Kỳ    | 1 tháng 7 năm 2021  | 5 tháng 12 năm 2021 | 157     | [ 20 ]        |
| 11 | Achim Beierlorzer  | Đức       | 5 tháng 12 năm 2021 | 9 tháng 12 năm 2021 | 4       | Note 1        |
| 12 | Domenico Tedesco   | Ý         | 9 tháng 12 năm 2021 | nay                 | 1293    |               |

Ghi chú
1. HLV tạm quyền.

## Các mùa giải trước
| 2009–10                         | NOFV-Oberliga Süd (V)  | 1 | 26 | 2  | 2  | 74 | 17 | 80 | not qualified |
| 2010–11                         | Regionalliga Nord (IV) | 4 | 18 | 10 | 6  | 57 | 29 | 64 | not qualified |
| 2011–12                         | Regionalliga Nord      | 3 | 22 | 7  | 5  | 71 | 30 | 73 | Round 2       |
| 2012–13                         | Regionalliga Nordost   | 1 | 21 | 9  | 0  | 65 | 22 | 72 | not qualified |
| 2013–14                         | 3. Liga (III)          | 2 | 24 | 7  | 7  | 65 | 34 | 79 | Round 1       |
| 2014–15                         | 2. Bundesliga (II)     | 5 | 13 | 11 | 10 | 39 | 31 | 50 | Round of 16   |
| 2015–16                         | 2. Bundesliga          | 2 | 20 | 7  | 7  | 54 | 32 | 67 | Round 2       |
| 2016–17                         | Bundesliga (I)         |   |    |    |    |    |    |    |               |
| Màu xanh là mùa được thăng hạng |                        |   |    |    |    |    |    |    |               |

## Danh hiệu

### Trong nước

#### Liên đoàn
- Bundesliga
  - Á quân: 2016–17, 2020–21

- 2. Bundesliga (II)
  - Á quân: 2015–16

- 3. Liga (III)
  - Á quân: 2013–14

- Regionalliga Nordost (IV)
  - Vô địch: 2012–13

- NOFV-Oberliga Süd (V)
  - Vô địch: 2009–10

#### Cúp quốc gia
- DFB-Pokal
  - Vô địch: 2021–22, 2022–23
  -  Á quân: 2018–19, 2020–21

- DFL-Supercup
  - Vô địch: 2023
  - Á quân: 2022

- Saxony Cup
  - Vô địch: 2010–11, 2012–13